# Saïd Hadad
Pour les articles homonymes, voir Hadad.
Saïd Hadad, surnommé Saïd Spagnoli , né le 30 août 1922 à la Casbah (Alger) en Algérie, est un footballeur et entraîneur algérien évoluant au poste de défenseur central.

## Biographie

### Naissance, jeunesse et formation
Enfant de la Casbah (Alger), il débute comme footballeur au MCA (Mouloudia Club d’Alger) en catégorie minime en 1934-1936. Puis cadet en 1936-1937 et enfin junior en 1938-1940. Il jouera au MCA jusqu’en 1946 pour partir en Tunisie et signer au club tunisien Hammam Lif pour y rester trois mois avant de devenir joueur professionnel en signant au FC Sète (1946-1949).
Avant de rejoindre l'équipe de France "A" en 1948 jusqu'en 1950, il jouait en parallèle pour l'équipe de France "B" vu son immense talent.
Il rejoint l'Olympique de Marseille (OM) en 1949 pour rejoindre par la suite le FC Toulouse en 1952.Il est approché par le Réal Madrid mais lors de la visite Médicale ils découvrent qu’il est atteint d’un ulcère en stade avancé .
Il participe au match France-Afrique du Nord, organisé au lendemain du tremblement de terre qui a secoué Orléansville en 1954.
En 1955, il est vice-champion de France avec le FC Toulouse. Hadad signe au FC Toulon en 1956 et dans la même année, il obtient le diplôme d'entraineur moniteur de football à Marseille. Il termine au FC Toulon sa carrière de joueur professionnel en 1958 pour devenir entraineur-joueur d'un club amateur de Brignoles à la demande de son ami et coéquipier en équipe de France Jean Jacques Marcel 
L'appel du devoir et du nationalisme oblige Saïd Hadad à quitter clandestinement la France en 1958 pour rejoindre à Tunis les joueurs devant former l’équipe du FLN. Dans cette équipe qui deviendra prestigieuse, il jouera en son sein en tant qu’un des premiers capitaines puis il l’entrainera. Au total, 32 joueurs d’origine algérienne ont mis entre parenthèses leurs carrières professionnelles au sein de leurs clubs, pour répondre à l’appel de la patrie.
L’équipe du FLN de football se produisit à travers le monde pour faire connaître la révolution algérienne sur la scène internationale. Les joueurs ont été surnommés par des médias européens les «diamants bruns». Mohamed Boumezrag était le responsable de cette sélection.
Saïd Hadad jouera dans cette équipe 22 matchs, et à l’indépendance, il entraine le MCA qu’il quitte en 1964 après avoir terminé à la 5ème position à quatre points du Champion le NAHD.Il finira DTN à la FAF .

### Vie privée et personnalité
Marié et père de cinq enfants, Saïd Hadad meurt le vendredi 15 janvier 1981 à l’âge de 59 ans d’un ulcère contracté depuis 1954 qu’il n’a jamais pu guérir malgré tous les soins prodigués. il est aussi l’oncle du célèbre chanteur de chaabi Kamel Messaoudi,.

## Palmarès
- Vainqueur de la Ligue 2 avec le Toulouse FC en 1953
- Finaliste de la  Coupe Charles Drago avec le Toulouse FC en 1953
- Vice-champion de France  avec le Toulouse FC en 1955

## Statistiques
| Saison                | Club                   | Championnat           | Championnat | Championnat | Coupe(s) nationale(s) | Coupe(s) nationale(s) | Compétition(s) continentale(s) | Compétition(s) continentale(s) | Compétition(s) continentale(s) | Total | Total |
| Saison                | Club                   | Division              | M.          | B.          | M.                    | B.                    | Comp.                          | M.                             | B.                             | M.    | B.    |
| 1942-1943             | MC Alger               | DH                    | 8           | 1           | 1                     | 0                     | -                              | -                              | -                              | 9     | 1     |
| 1943-1944             | MC Alger               | DH                    | 14          | 3           | 0                     | 0                     | -                              | -                              | -                              | 14    | 3     |
| 1944-1945             | MC Alger               | DH                    | 14          | 7           | 1                     | 0                     | -                              | -                              | -                              | 15    | 7     |
| 1945-1946             | MC Alger               | DH                    | 18          | 4           | 3                     | 1                     | -                              | -                              | -                              | 21    | 5     |
| 1946-1947             | FC Sète                | D1                    | +10         | +3          |                       |                       | -                              | -                              | -                              | 10    | 3     |
| 1947-1948             | FC Sète                | D1                    | 5           |             |                       |                       | -                              | -                              | -                              | 5     | 0     |
| 1948-1949             | FC Sète                | D1                    | 28          |             |                       |                       | -                              | -                              | -                              | 28    | 0     |
| 1949-1950             | Olympique de Marseille | D1                    | 30          | -           | 1                     | -                     | -                              | -                              | -                              | 31    | 0     |
| 1950-1951             | Olympique de Marseille | D1                    | 31          | -           | 2                     | -                     | -                              | -                              | -                              | 33    | 0     |
| 1951-1952             | Toulouse FC            | D2                    | 25          | -           | -                     | -                     | -                              | -                              | -                              | 25    | 0     |
| 1952-1953             | Toulouse FC            | D2                    | 30          | -           | 2                     | -                     | -                              | -                              | -                              | 32    | 0     |
| 1953-1954             | Toulouse FC            | D1                    | 20          | -           | 1                     | -                     | -                              | -                              | -                              | 21    | 0     |
| 1954-1955             | Toulouse FC            | D1                    | 29          | -           | 4                     | -                     | -                              | -                              | -                              | 33    | 0     |
| 1955-1956             | Toulouse FC            | D1                    | 17          | -           | 2                     | -                     | -                              | -                              | -                              | 19    | 0     |
| 1956-1957             | SC Toulon              | D2                    | 36          | -           | 3                     | -                     | -                              | -                              | -                              | 39    | 0     |
| 1957-1958             | SC Toulon              | D2                    | 16          | -           | -                     | -                     | -                              | -                              | -                              | 16    | 0     |
| Total sur la carrière | Total sur la carrière  | Total sur la carrière | 322         | 15          | 20                    | 1                     | -                              | -                              | -                              | 342   | 16    |

### Statistiques d'entraîneur
Le tableau suivant récapitule les statistiques de Saïd Hadad durant sa carrière d'entraîneur en club.
| Saison            | Club              | Championnat       | Championnat | Championnat | Championnat | Championnat | Coupe(s) nationale(s) | Coupe(s) nationale(s) | Coupe(s) nationale(s) | Coupe(s) nationale(s) | Total | Total | Total | Total | % Victoires |
| Saison            | Club              | Division          | M           | V           | N           | D           | M                     | V                     | N                     | D                     | M     | V     | N     | D     | % Victoires |
| ----------------- | ----------------- | ----------------- | ----------- | ----------- | ----------- | ----------- | --------------------- | --------------------- | --------------------- | --------------------- | ----- | ----- | ----- | ----- | ----------- |
| 1962-1963         | MC Alger          | D1                | 24          | 17          | 3           | 5           | 2                     | 1                     | 0                     | 1                     | 26    | 18    | 3     | 6     | 69%         |
| 1963-1964         | MC Alger          | D1                | 9           | 5           | 1           | 3           | 2                     | 2                     | 0                     | 0                     | 11    | 7     | 1     | 3     | 64%         |
| Total au MC Alger | Total au MC Alger | Total au MC Alger | 33          | 22          | 4           | 8           | 4                     | 3                     | 0                     | 1                     | 33    | 25    | 4     | 9     | 76%         |